# Коломиец, Николай Петрович
Николай Петрович Коломиец (укр. Коломієць Микола Петрович; 10 августа 1942, Драбов — 17 июня 2009) — советский и украинский хореограф, основатель детско-юношеской хореографической студии «Счастливое детство», её директор и художественный руководитель. Председатель Киевского местного отделения Национального хореографического союза Украины. Народный артист Украины (1994).

## Биография
Родился 10 августа 1942 года в селе Драбове (ныне село Черкасской области). В 1965 году окончил Киевское народное хореографическое училище.
В 1965—1969 годах работал в ансамбле танца Киевского военного округа. В 1969 году создал ансамбль «Счастливое детство». В 1992 году на его базе была открыта детско-юношеская хореографическая студия «Счастливое детство», а ансамбль получил название «Украина». В 1995 году ансамбль получил звание Народного.
Умер 17 июня 2009 года. Похоронен в Киеве на  Байковом кладбище (участок № 33).

## Награды
За годы добросовестной работы был отмечен  значками «Отличник образования Украины», более 70 грамотами и благодарностями от  Министерства культуры и  Министерства образования Украины. В 1982 году ему было присвоено звание заслуженный работник культуры УССР, в 1994 году — Народный артист Украины. Лауреат десятой всеукраинского конкурса «Песенный вернисаж» (1997), лауреат премии человек года в области образования (1997). В 1999 году награждён  отличием Президента Украины  орденомом «За заслуги» III степени. В 2003 году награждён  Кабинетом Министров Украины почетной грамотой за весомый вклад в развитие украинской культуры. В 2005 году награждён медалью медаль имени Павла Вирского.